# OMON
Az OMON (oroszul: ОМОН - Отряд мобильный особого назначения, magyar átírásban: Otrjad mobilnij oszobovo naznacsenyija, magyarul: különleges rendeltetésű mobil egység) az Orosz Belügyminisztérium különleges rendeltetésű rendőri egysége, melyet még a Szovjetunióban, 1988-ban hoztak létre. A Szovjetunió felbomlása idején és az azt követő időszakban egy sor belső konfliktusban bevetették. Feladatai a nyugati értelemben vett, tömegoszlatással is foglalkozó rohamrendőrség illetve a félkatonai csendőrség feladatainak feleltek meg.
Az OMON szovjet tagállami szervezeteiből helyi utódszervezetek jöttek létre a szovjet utódállamokban, amik idővel más neveket kaptak, de a helyi lakosság továbbra is gyakran csak omonovcik-nak nevezte azok tagjait.
Oroszországban 2016. április 5-én az OMON utódszervezetként hozták létre Oroszország Nemzeti Gárdáját.